# 佐久間奈奈失蹤案
1991年10月27日夜间，就讀于日本千葉縣千葉市立大宮中學校一年級的女中學生佐久間奈奈（日语：佐久間奈々）在若葉區多部田町地先路被陌生男子带走后下落不明的失踪案。當年千葉市共發生5起未破女性謀殺或失蹤案，且均發生於傍晚或夜晚，此事件讓當地民眾更加注意夜晚外出安全與女性自身安全。

## 經過
據警方調查，失蹤者住在千葉東金道路附近大宮台的住宅區，1991年10月27日晚上，奈奈與另外3名同學在奈奈家玩耍，午夜時分她們騎單車前往約4公里外小倉台1丁目的Ministop便利店，行經的這條路每隔30公尺設置路燈，但有些區域間隔更遠，凌晨1點多，一行人回程途中經過國道126號多部田町附近。由於21號強烈颱風歐凱特於13日從千葉縣南部南房總市掠過，持續一周降雨，千葉縣累積雨量達374毫米。因此路上留下倒塌樹木，騎在前面的奈奈被一根樹幹絆倒，同伴們也紛紛停了下來，此地附近只有工廠與住宅，極少路燈，顯得很昏暗，此時一名男子突然出現對她們喝斥：「大半夜的你們在這裡幹什麼？」，男子自稱是「輔導員」，又說「未滿16歲的人過了11點外出就是犯罪，正常情況下是要通知警察的，但我聽你們解釋也許可以原諒你們。」指定奈奈作為代表，指示其他3人回家，接著帶著奈奈單獨與他走上一條小路離開。另外三名女學生回到奈奈家後在門口等候，遇到同校2名男同學，男同學提醒事態不對勁，於是通知奈奈家人並開始尋找，直到28日凌晨4點20分才向千葉東署報警。

## 後續
失蹤者佐久間奈奈（13歲）身高150公分，頭髮齊肩，身穿白色毛衣，下搭藏藍色超短裙，腳穿白色運動鞋。男子（約40歲）身高約155公分，頭戴深色毛帽，身穿長袖襯衫。
事件過後，學校收到通報，校長與老師皆表示憂心。一名老師表示，24日和25日期中考剛結束，學生都玩開了。一名國三學生表示，雖校方對學生保密，但事發一天事件已經傳遍全校。縣警少年課表示，深夜時分青少年出入便利店，並不安全。根據部分學生說法，深夜前往便利店是頗常見的事情。
「輔導員」由符合資格的志願者組成，協助警察預防未成年人犯罪，促進未成年人健康成長。根據《朝日新聞》報導，當時該市有190名輔導員，任期2年，一半以上為女性，常常3至4人一起行動，詢問時會出示身分證，並配戴徽章和臂章表明身分。
28日上午警方接獲報案後，縣警察成立110人組成的「千葉市女中學生綁架案調查本部」，最初研判為勒贖案，但並無接到來電。警方得到兩名目擊者提供的線索，1時20至30分，一名卡車司機看見奈奈與1男1女在事發地附近路口行走；凌晨4點後，一名目擊者於千城台北站附近看見兩人，然而後續行蹤便無法確定。11月6日，11天過去仍然沒有線索，因此才決定公開調查，失蹤者姓名仍依家人要求維持保密。11月8日，警方印製3萬份傳單讓各地警局發放。此後陸續收到目擊線索，但多無法證實。警方調查附近上千戶人家，排查上百名嫌疑人，卻始終無法得知兩人後來的行蹤。12月4日，警方徵得家人同意，公開失蹤者姓名與相片。
一年過去，案情陷入膠著，奈奈母親非常想念她，曾多次前往事發地調查，還會幻想女兒還在的情景。為了處理其他案件，警方讓調查本部人員從110人減至30人。1994年3月10日，奈奈就讀的千葉市立大宮中學校決定讓奈奈與同屆畢業生同時畢業，母親說奈奈很喜歡上學，也很珍惜朋友。2000年，時值新潟縣三條市的少女監禁案破案，讓警方決定強化對本案的調查，重新製作海報分發，副署長鈴木溫說：「我想在它被遺忘前盡快破案。」

## 註解
1. ↑  由縣警招募志願者組成，協助青少年健康成長，預防未成年犯罪。例如：在成人娛樂場所規勸未成年人。
2. ↑  家屬要求匿名調查，因此事件剛發生時的新聞報導稱之為「A小姐」，直到12月4日才正式公布姓名與相片。

## 外部連結
- 千葉縣警察協尋資訊 （页面存档备份，存于）
- 千葉縣警察少年補導員介紹 （页面存档备份，存于）